# Liberty Lake
Liberty Lake is een plaats (census-designated place) in de Amerikaanse staat Washington, en valt bestuurlijk gezien onder Spokane County.

## Demografie
Bij de volkstelling in 2000 werd het aantal inwoners vastgesteld op 4660.

## Geografie
Volgens het United States Census Bureau beslaat de plaats een oppervlakte van
13,9 km², waarvan 11,1 km² land en 2,8 km² water. Liberty Lake ligt op ongeveer 632 m boven zeeniveau.

## Plaatsen in de nabije omgeving
De onderstaande figuur toont nabijgelegen plaatsen in een straal van 12 km rond Liberty Lake.